# Santuario di Santa Maria delle Grazie (Crema)
Il santuario della Madonna delle Grazie (in dialetto cremasco: santüare dale Grasie) è un luogo di culto mariano situato a Crema.

## Collocazione
Il santuario si trova in pieno centro storico, ai limiti meridionali della città fortificata in prossimità delle mura venete. Lo spiazzo davanti alla chiesa, poi prolungato con l'apertura delle mura in una vera e propria via, era denominato in antico via dello Spitale e la denominazione fu mutata nel 1931 nell'attuale via delle Grazie.

## Origini

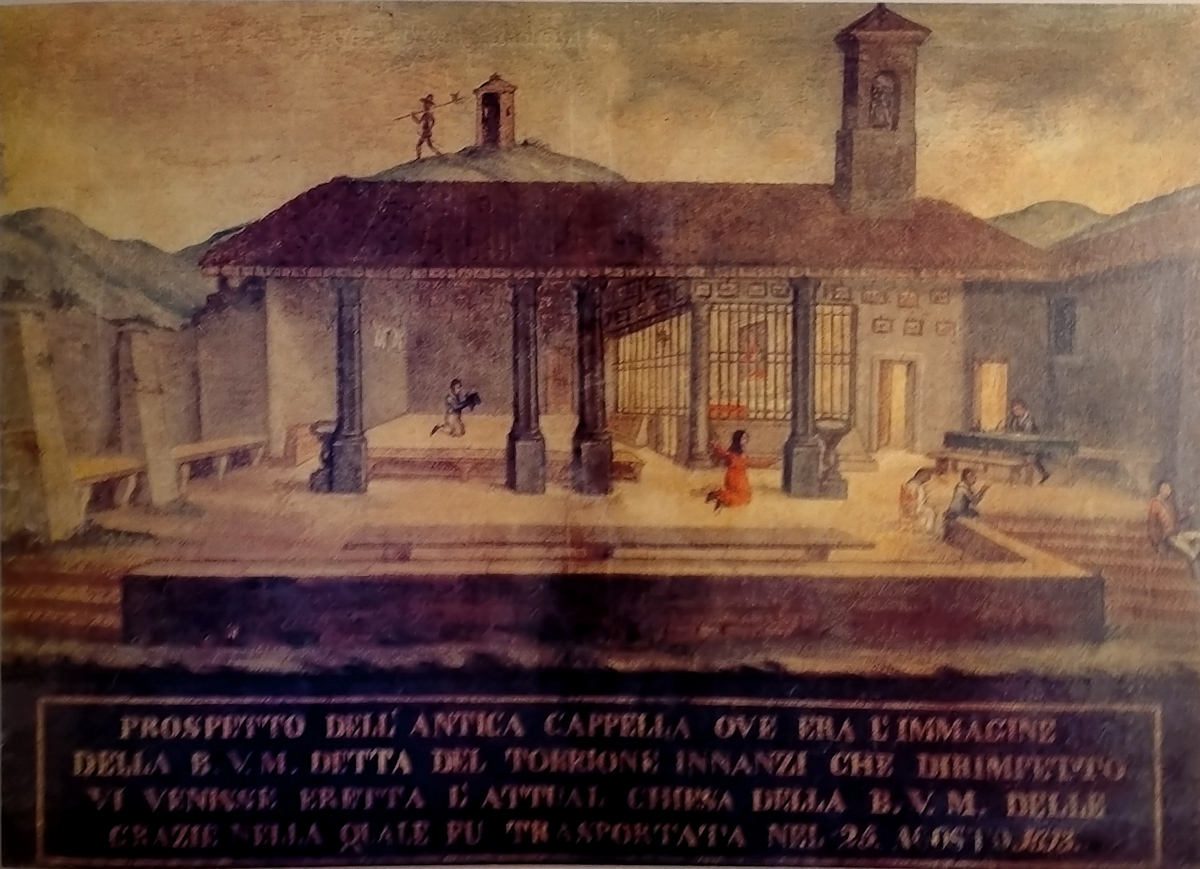
L'antico portico, successivamente demolito, che proteggeva l'immagine votiva collocata sulle mura venete successivamente traslata nel santuario; si trova dipinto su una tela conservata nella sagrestia.

Alle origini del culto non c'è un'apparizione mariana ma la devozione ad un'immagine votiva. Nei pressi dell'attuale chiesa, all'interno del Torrione del Miliato (dal convento degli Umiliati) era stata dipinta da tale Giovanni da Caravaggio nel corso del XV secolo un'immagine raffigurante una Madonna col Bambino. L'immagine fu protetta in seguito da una tettoia munita di altare e, in seguito, di un portico con cancellata. Solo in seguito, nel 1537, sono segnalati miracoli: nello stesso anno la scuola del Santissimo Sacramento della chiesa della Santissima Trinità si pose sotto la protezione dell'affresco avendo cura del luogo. Gli atti della visita Castelli del 1579 la chiamano Santa Maria del Toresino, quelli del visitatore Regazzoni del 1583 Santa Mariae de Turione in Civitatis.
La posizione, tuttavia, risultava poco opportuna: i rischi di guerra costringevano le autorità civili ad una continua manutenzione dell'apparato difensivo della città con rafforzamenti ed ammodernamenti, faccenda che metteva in pericolo l'esistenza dell'icona votiva. Gli esperti militari avvisarono più volte le autorità ecclesiastiche della possibilità di dover abbattere il portico per modificare il luogo ove sorgeva la sacra immagine.
Alla fine del XVI secolo era stata demolita la vetusta chiesa dei santi Filippo e Giacomo annessa proprio all'ex convento degli Umiliati (l'ordine era stato soppresso da papa Pio V nel 1567). L'area fu acquistata per 4.000 Lire dal consorzio del Santissimo Sacramento proprio con il fine di edificare una chiesa e trasferirvi l'immagine votiva e, grazie anche alle numerose offerte, la costruzione di un nuovo edificio poté iniziare nel 1601.
La chiesa fu terminata nel 1609 e nel 1613 l'affresco del torrione fu staccato e trasferito nel nuovo edificio.

## Vicende storiche e costruttive

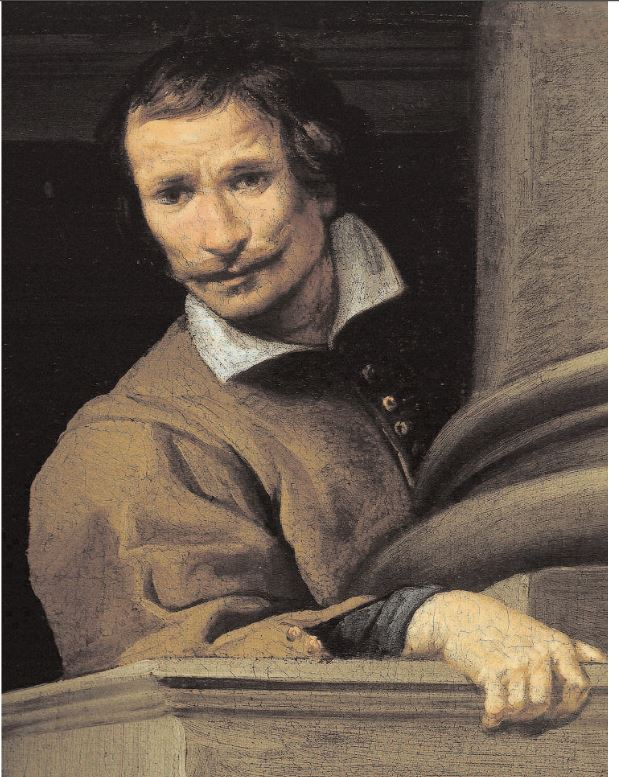
Gian Giacomo Barbelli, autoritratto

La posa della prima pietra è datata 1º giugno 1601 e la costruzione della chiesa si protrasse per nove anni per varie concause, tra le quali una carestia e la destinazione di fondi verso la costruzione della chiesa e del convento delle Povere Convertite.
Nel 1606 risulta concluso il campanile e nel 1609 la chiesa fu consacrata; nel 1613 vi venne traslata la sacra immagine al cospetto delle autorità religiose (in testa il vescovo di Crema monsignor Gian Giacomo Diedo) e civili (podestà e capitano Pietro Capello ed il provveditore Pietro Bondemier), dei provveditori e dei fedeli. Le fonti pervenuteci ai giorni nostri sono incerte nel datare nel corso dell'anno lo spostamento dell'immagine: 18 gennaio, 25 luglio o 25 agosto: di fatto quest'ultima data è ancora ai tempi odierni quella della celebrazione. L'immagine staccata con parte della muratura fu posta sul fondo del presbiterio in una chiesa ancora priva di decorazioni.
Dopo il 1620 la chiesa fu dotata di un crocifisso, di una cancellata che separava l'aula dal presbiterio, di una cantoria e di un organo sopra l'ingresso principale nel 1628.
Nel 1641 venne affidato a Gian Giacomo Barbelli il compito di affrescare interamente l'interno della chiesa: lavoro che compì nell'arco di due anni.
Non sono segnalati eventi significativi per il santuario fino al XIX secolo: la chiesa, essendo sussidiaria della parrocchiale della Santissima Trinità, sfuggì alle demolizioni dell'epoca napoleonica; tuttavia agli inizi dell'Ottocento fu soppresso il consorzio del Santissimo Sacramento e la chiesa fu amministrata da un'apposita Fabbriceria. Inoltre, nel 1804, fu posto un nuovo concerto di campane fuse dalla ditta Crespi.
All'anno 1824 risale lo smantellamento della cancellata e fu costruito un nuovo altare con il conseguente sollevamento dell'antica e venerata immagine e la posa di due statue marmoree.
Tra il 1834 ed il 1835 venne collocato un nuovo organo ad opera della ditta Serassi di Bergamo (l'anno dell'allestimento del vecchio strumento non è noto) e la nuova cantoria di Giovanni Annessa.
Ad una richiesta del vescovo di Crema, monsignor Francesco Sabbia, il 26 ottobre 1891 il Capitolo Vaticano concesse l'incoronazione dell'immagine della Madonna col Bambino: vennero approntati dei restauri e ai dipinti mise mano il pittore Angelo Bacchetta. La cerimonia ufficiale avvenne l'8 settembre 1892 con la presenza di monsignor de Neckere del Capitolo Vaticano e di monsignor Geremia Bonomelli, vescovo di Cremona. Due giorni dopo, l'11 settembre, il vescovo di Mantova monsignor Giuseppe Melchiorre Sarto, futuro papa Pio X, vi celebrò un solenne pontificale.
Nel 1894 la chiesa fu staccata dalla parrocchia della santissima Trinità e posta sotto la diretta giurisdizione del vescovo come lo è tuttora, salvo nel periodo compreso tra il 1941 ed il 1977 quando la chiesa fu retta dai padri Comboniani.
Solenni restauri conservativi dell'apparato decorativo furono intrapresi tra il 1992 ed il 1995.

### L'ex convento
Come accennato sopra, la chiesa sorge sul luogo ove un tempo si elevava un altro edificio di culto retto da frati umiliati dedicato ai santi Filippo e Giacomo e demolito nel 1583. A lato, nell'ex convento, nel 1616 monsignor Pietro Emo vi decideva di trasferivi il seminario, mentre il successore monsignor Faustino Griffoni lo fece demolire, acquisì anche usando beni di famiglia alcuni edifici adiacenti e lo fece ricostruire. Anche i vescovi Lodovico Calini e Marcantonio Lombardi ordinarono ampliamenti. La Repubblica Cisalpina lo requisì nel 1797 e i seminaristi trovano rifugio nel palazzo vescovile; ritornarono in sede qualche anno dopo sotto l'episcopato di monsignor Tommaso Ronna rimanendovi fino al 1937 quando monsignor Francesco Maria Franco inaugurava un nuovo seminario. L'edificio, quindi fu venduto ai padri missionari comboniani del Cuore di Gesù, che vi si stabilirono officiando anche nel santuario fino al 1977 allorché fu venduto alla provincia di Cremona per destinarlo ad un uso scolastico. A ricordo dell'antica funzione, la via a lato del santuario è denominata via Seminario.

## La visita

### Esterno
Gli ordini della facciata sono due: quello inferiore è diviso da lesene poco aggettanti che dividono l'ordine in tre parti; al centro è posto l'ingresso sovrastato da un mosaico del 1955. Sulle lesene si poggia un architrave con timpano spezzato. Il livello superiore ha lo stesso schema di quello inferiore: al centro si trova una finestra di grandi dimensioni e sulle aree laterali vi sono delle nicchie vuote. Sopra il secondo architrave è posto il timpano triangolare.
Le pareti laterali sono assai semplici e scandite da lesene; sul lato settentrionale si trova anche l'ingresso laterale.
Inglobato sul lato meridionale nell'edificio ecclesiale sorge il campanile: è completamente intonacato con lesene angolari. La cella campanaria prolunga le lesene angolari della canna, presenta delle bifore a tutto sesto e sorregge una trabeazione con fregio decorato. La cuspide è conica e circondata da pilastrini.

### Interno

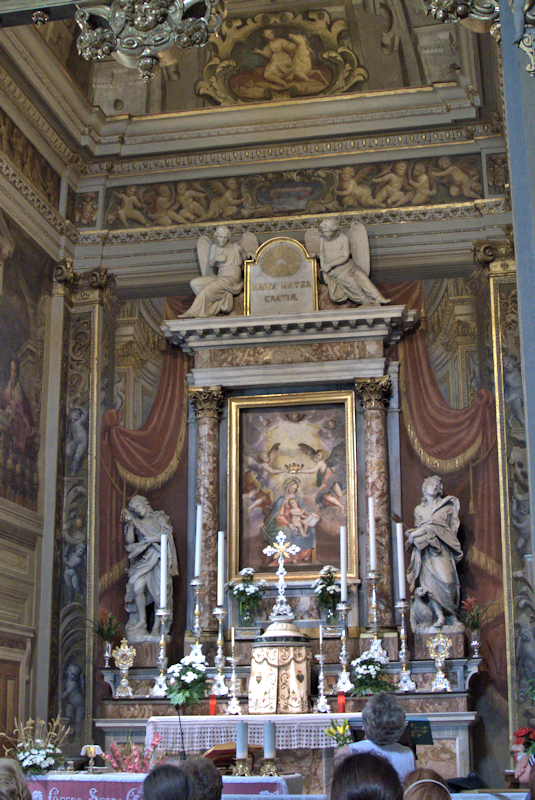
L'altare con al centro la venerata immagine.

L'interno è ad aula unica rettangolare divisa in tre campate e con volta a botte. Un arco trionfale introduce al presbiterio che ha una forma quadrata ed esso stesso presenta una volta a botte; alle basi dell'arco una trave sostiene un crocifisso seicentesco; sulla fronte della trave è riportata la scritta:

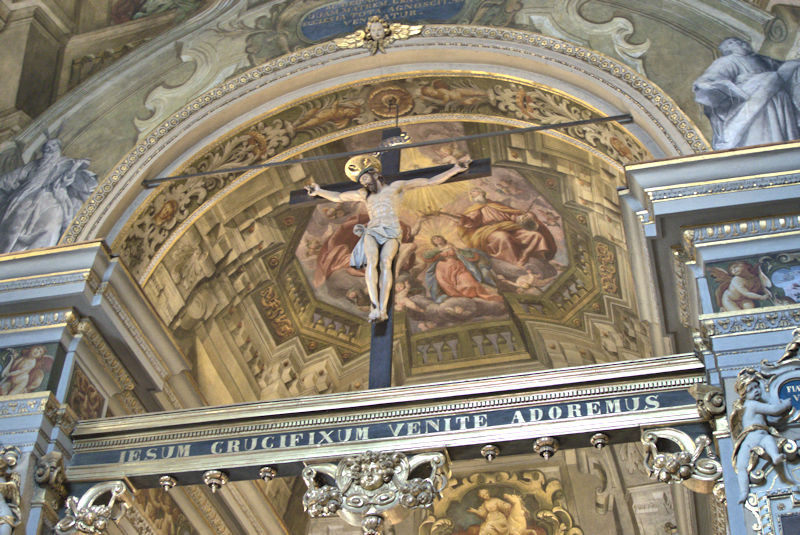
Il Cristo crocifisso collocato all'interno dell'arco trionfale.

La chiesa è interamente affrescata: le pareti dell'aula sono scandite da finte lesene con angioletti monocromi alternati da capitelli dorati. Le lesene si ripetono anche agli angoli del presbiterio e in entrambi i casi sorreggono una trabeazione che una decorazione che ripete lo stesso motivo.
Al lato inferiore della parete settentrionale si apre l'ingresso secondario sopra il quale è posto l'affresco della Fuga in Egitto. Sulla parete meridionale si trova un'altra porta (l'ingresso alla sagrestia) sovrastato dall'organo a trasmissione meccanica Serassi costruito nel 1835. Sulle pareti laterali si aprono finti archi che estendono la spazialità della chiesa e dove si aprono finti matronei con balaustra dalla quale si affacciano gli apostoli.
Le pareti del presbiterio, pur non presentando i finti archi, hanno essi stessi delle aperture con ai lati degli apostoli. Delle due porte della parte inferiore una è vera.
Ai lati dell'ingresso principale, sulla controfacciata, sono presenti finte nicchie con san Sebastiano e san Rocco. Mensoloni dipinti sorreggono il grande affresco dell'Adorazione dei Magi che ricopre l'intera parete.

#### L'Annunciazione e le imposte dell'arco
L'Annunciazione si trova sulle imposte dell'arco trionfale, con a sinistra l'angelo in volo in veste gialla e manto rosso e il giglio virginale in mano, a destra la Madonna in veste rossa e manto giallo, inginocchiata e con le mani sul petto. Il cartiglio recita: Quod nascetur ex te vocabitur filius Dei.
Sulle imposte dell'arco sono dipinti San Defendente e San Fermo sulla parte inferiore e due scene dell'Annunciazione (l'Angelo a sinistra e Maria a destra) sulla parte superiore.

#### L'adorazione dei Magi

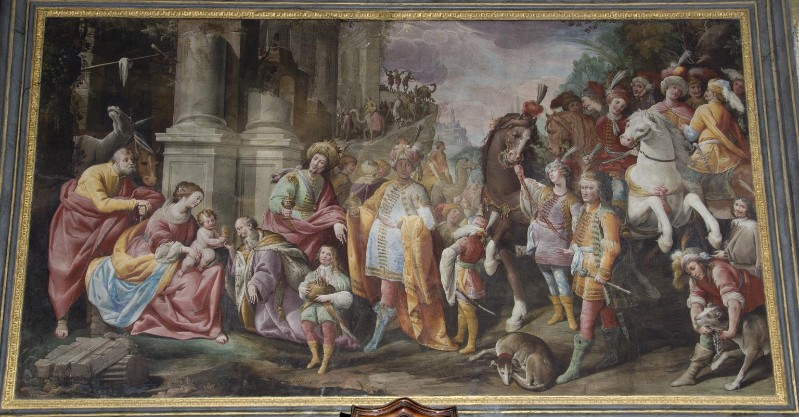
Gian Giacomo Barbelli, Adorazione dei Magi, affresco, 1643.

Vi è rappresentata una scena in abiti secenteschi: a sinistra nel contesto di rovine classiche è posta la natività con la Madonna che sorregge il Bambino e, dietro, Giuseppe, il bue e l'asinello. Il centro dell'affresco è occupato dai Magi in vesti orientali con diverse pose. Attorniati dai Magi sta una serie di persone: dietro una sorta di corteo prosegue idealmente lungo un sentiero montano. Sulla parte destra sono posti personaggi a cavallo e palafrenieri. Secondo la tradizione una di queste figure, l'uomo con baffi e pizzetto che guarda direttamente lo spettatore sarebbe l'autoritratto di Gian Giacomo Barbelli. Il dipinto è firmato.

#### La fuga in Egitto

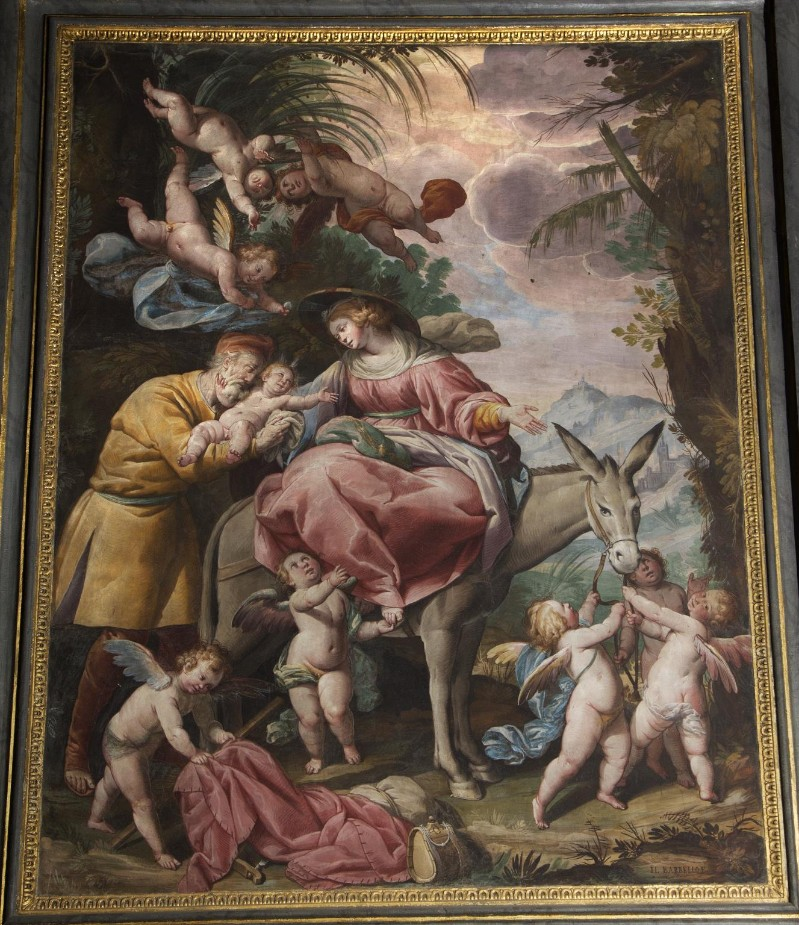
Gian Giacomo Barbelli, La fuga in Egitto, olio su tela, ca. 1625-1649.

Sulla parete destra è collocata la scena della Fuga in Egitto: è una momento di pausa nel viaggio della Sacra Famiglia, con la Madonna in vesti da viaggio che cavalca un asino e nell'atto di porgere il Bambino a Giuseppe. La famiglia è attorniata da una serie di otto angioletti: tre trattengono le briglie, uno è nell'atto di stendere a terra un mantello, uno è raffigurato mentre tende la mano alla Vergine per aiutarla a scendere dall'animale e, infine, tre sono svolazzanti. Il tutto è ripreso in una scena di paesaggio idilliaco. Anche questo dipinto è firmato dal Barbelli.
Alcuni storici dell'arte considerano la "fuga" uno dei capolavori del pittore.

#### L'Assunzione di Maria
Si trova sulla volta a botte ed è una scena altamente illusoria: sopra la vera trabeazione il Barbelli ha dipinto una balconata in perfetta prospettiva sulla cui balaustra siedono angeli e putti. Sui basamenti angolari il Barbelli vi ha raffigurato i quattro evangelisti monocromi.
Pilatri e colonne, dodici in tutto, estendono la finta scena fino ad una seconda balaustra rettangolare aperta sul cielo che, tuttavia, ne ingloba una seconda di forma ottagonale. All'interno è rappresentata la solenne Assunzione con la Madonna circondata da angeli svolazzanti in un cielo molto luminoso e ricco di nuvole.
La luce prevalente viene dalla controfacciata, per cui si è ipotizzato che fu lo stesso pittore a voler l'ingrandimento della grande finestra proprio in funzione di questo dipinto.

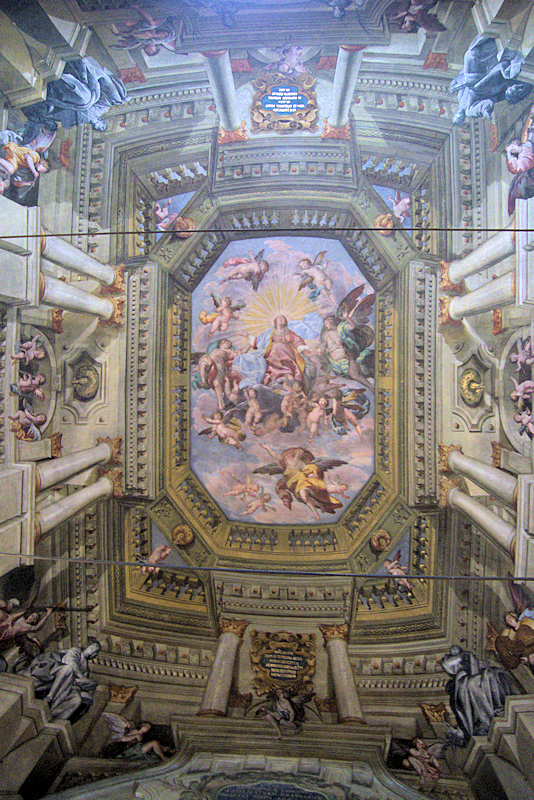
Gian Giacomo Barbelli, Assunzione di Maria, affresco, 1643, veduta generale della volta.
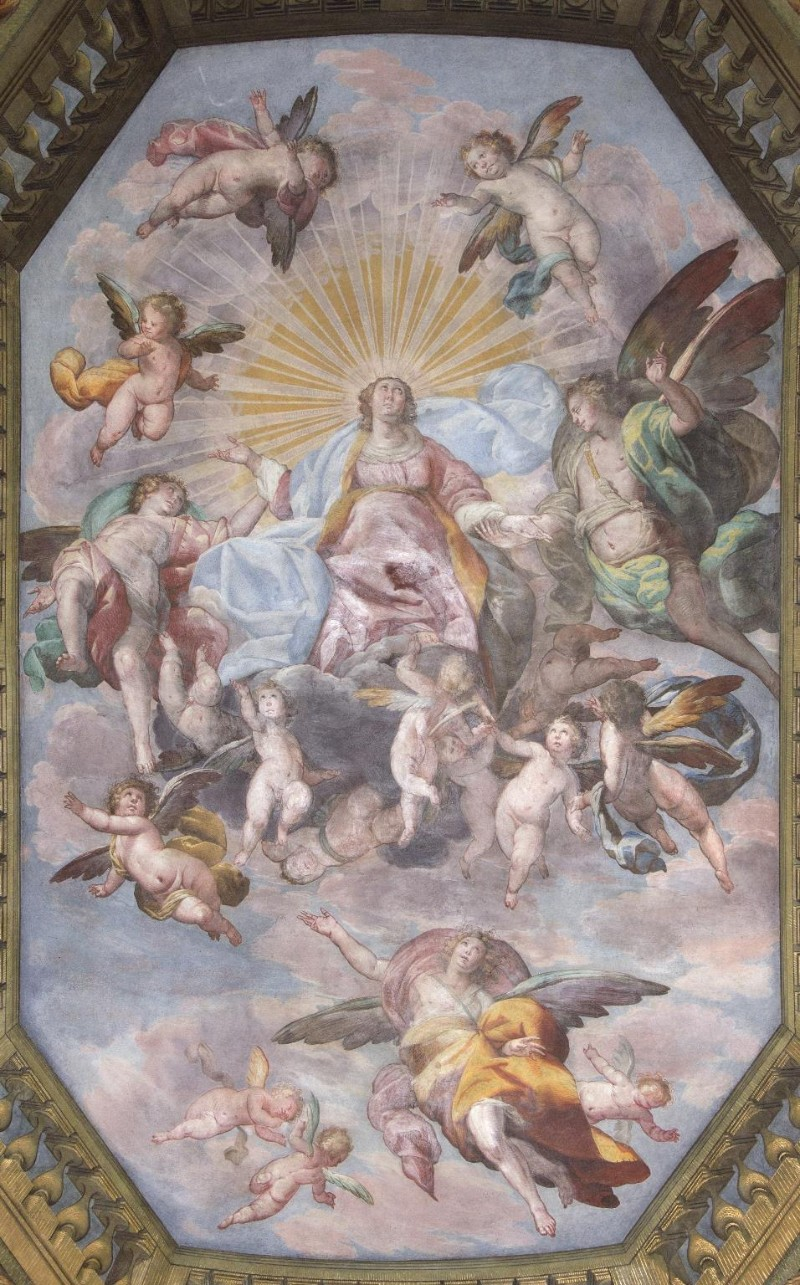
Gian Giacomo Barbelli, Assunzione di Maria, affresco, 1643, particolare della scena.

#### L'Incoronazione di Maria

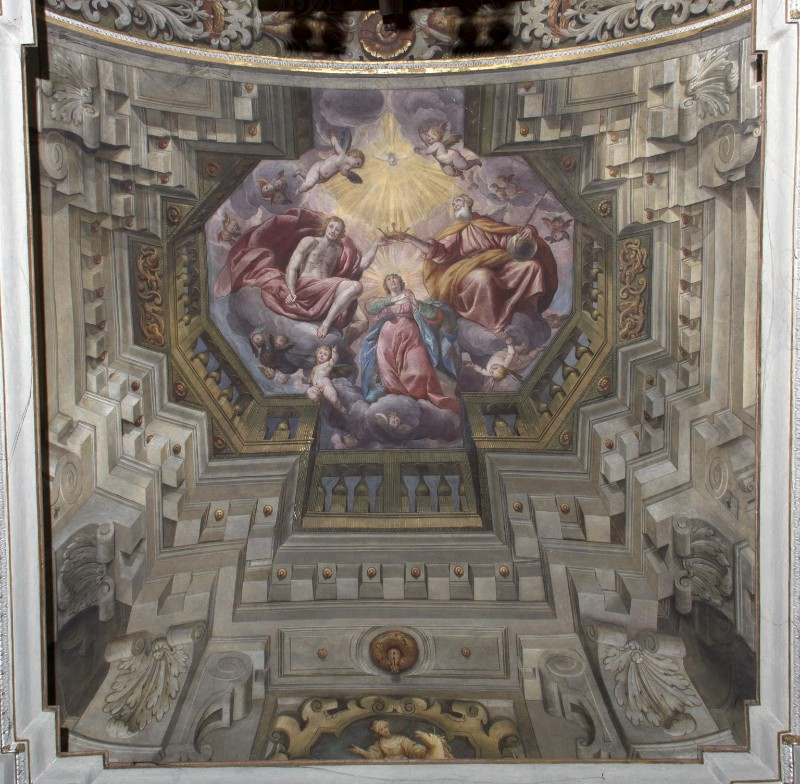
Gian Giacomo Barbelli, L'incoronazione di Maria, affresco, 1643.

È la scena della volta del presbiterio, dove finte mensole poggianti su cornice dentellata sorreggono una balconata ottagonale aperta sul cielo con al centro la scena dell'Incoronazione.
La Madonna è incoronata dalla Santissima Trinità, circondata dal Padre e dal Figlio e illuminata dallo Spirito Santo e attorniata da una folta schiera di angioletti.

#### L'altare, la Madonna col Bambino, le statue del Fantoni
L'altare e la balaustra che circonda il presbiterio sono in stile neoclassico e si presentano secondo un allestimento compiuto nel 1824; i materiali usati sono il granito bianco e il marmo rosso di Verona. 
Nell'alzata tra due colonne vi è stata collocata la venerata immagine traslata dal torrione delle mura venete; il dipinto è di attribuzione incerta, secondo la tradizione sarebbe stato realizzato da tale Giovanni da Caravaggio ma ebbe ritocchi anche da parte di Tomaso Pombioli (che avrebbe rinvigorito il colore e messo mano a agli angeli che porgono la corona) e forse dello stesso Barbelli che potrebbe aver aggiunto i tre angioletti alati sulla fascia superiore del dipinto.
Le due colonne sostengono una trabeazione sulla quale sono seduti due angeli che reggono un'epigrafe con la scritta:
L'alzata è affiancata da due statue in marmo di Carrara che raffigurano Maria Maddalena e san Giovanni Evangelista, opere firmate di Andrea Fantoni del 1716 e provenienti dalla soppressa chiesa di Santa Caterina.